# Gobiconodontidae
Die  Gobiconodontidae sind eine Gruppe ausgestorbener Säugetiere (Mammalia), die in der Unteren Kreidezeit lebten. Zu diesen fleischfressenden Tieren zählen die größten bekannten Säuger des Mesozoikums, darunter Repenomamus.

## Merkmale
Die Gobicodontidae waren stämmig gebaute Tiere mit kurzen, kräftigen Gliedmaßen, aus deren Bau sich wohl auf ein Leben an Land schließen lässt. Die Körpergröße innerhalb dieser Gruppe schwankte erheblich, neben einigen mäuse- bis hasengroßen Vertretern erreichte Repenomamus eine Kopfrumpflänge von über 50 Zentimeter und ein geschätztes Gewicht von 12 bis 14 Kilogramm. Die Schädellänge variierte entsprechend und lag zwischen 2,7 und 16 Zentimeter. Bemerkenswert sind einzelne zusätzliche Gelenke an den Fortsätzen der Brustwirbel und der vorderen Lendenwirbel (Xenarthrale oder Nebengelenke), die die Wirbelsäule stärker verankern. Derartige Merkmale sind vor allem von den heutigen Nebengelenktieren aus Südamerika und unter anderem von Fruitafossor, einem ebenfalls mesozoischen Säugetier aus dem heutigen Colorado, bekannt.
Die Schneidezähne waren groß und zugespitzt, die Molaren (Backenzähne) dieser Tiere wiesen drei hintereinander angeordnete Höcker auf, ein Merkmal, das sich auch bei anderen Säugetieren (Eutriconodonta) des Mesozoikums findet. Der mittlere Höcker war deutlich größer als die beiden anderen, er ist zusätzlich etwas zur Mitte versetzt, womit die dreieckige Anordnung vorweggenommen wird, die bei späteren Säugergruppen auftritt. Die Zahnformel (soweit bekannt) dürfte I 2/2-3 C 1/1 P 3-4/2-3 M 4/4-5 gelautet haben. Das scharfe Gebiss war insgesamt für eine fleischliche Ernährung angelegt; zumindest von Repenomamus ist bekannt, dass er andere Säugetiere und kleine Dinosaurier (Psittacosaurus) fraß.

## Entwicklungsgeschichte und äußere Systematik
Die Gobiconodontidae sind bislang nur aus einem vergleichsweise kurzen Abschnitt, der Unteren Kreidezeit bekannt, die Fossilfunde stammen aus Asien und Nordamerika und damit vom ehemaligen Nordkontinent Laurasia.
Es gibt eine Reihe mesozoischer Säugetiere, deren Molaren durch drei hintereinander angeordnete Höcker charakterisiert sind. Gemeinsam werden sie in die Gruppe der Eutriconodonta eingeordnet. Ob es sich dabei allerdings wirklich um eng miteinander verwandte Tiere oder nur um konvergente Entwicklungen handelt, ist umstritten. Auch ihre Stellung in der Systematik der Säugetiere ist unklar, es dürfte sich aber um einen relativ frühen, spezialisierten Seitenzweig gehandelt haben. Sie sind dementsprechend mit keiner heutigen Säugetiergruppe näher verwandt.

## Innere Systematik

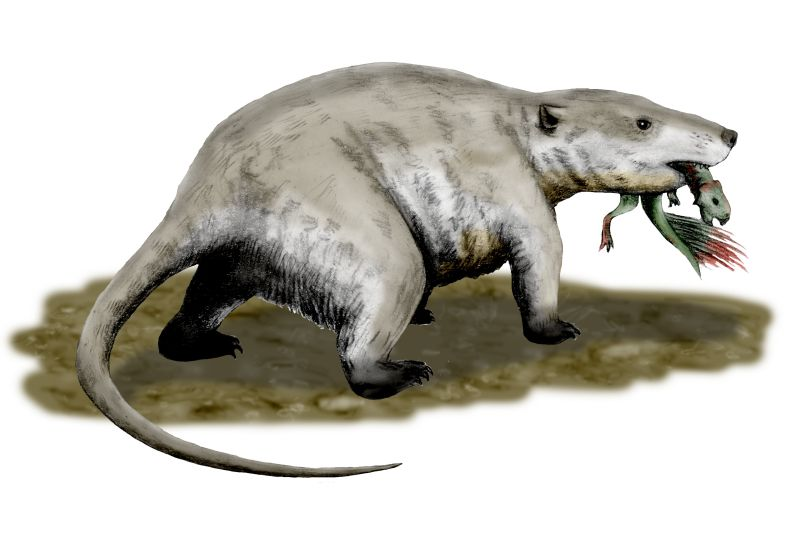
Rekonstruktion von Repenomamus

Es wurden mehrere Gattungen von Gobiconodontidae beschrieben, wobei die Gattung Repenomamus manchmal in einer eigenen Familie, Repenomamidae, geführt wird. Diese Trennung wird durch Unterschiede in Bau und Anzahl der Zähne begründet, es steht aber fest, dass sie eng mit den übrigen hier angeführten Gattungen verwandt ist.
- Von der Gattung Gobiconodon sind mehrere Arten beschrieben worden, die sich hinsichtlich der Größe deutlich unterscheiden, ihre Schädellänge variiert zwischen drei und zehn Zentimeter. Funde sind aus den USA, Russland, der Mongolei und China (aus der Yixian-Formation, die auch für ihre gefiederten Dinosaurier bekannt ist) belegt.
- Von Hangjinia sind bislang nur Teile des Unterkiefers bekannt.
- Meemannodon war ein vergleichsweise großer Vertreter, der ebenfalls aus der Yixian-Formation bekannt ist.
- Repenomamus war der größte Vertreter dieser Gruppe und das größte bislang bekannte Säugetier des Mesozoikums überhaupt. Es wurden zwei unterschiedlich große Arten, R. giganticus und R. robustus beschrieben, beide sind ebenfalls aus der Yixian-Formation bekannt.
- Spinolestes wird durch ein nahezu vollständiges Skelett mit erhaltener Weichteilanatomie, etwa der Haut, der Ohren und einiger innerer Organe repräsentiert, das aus Spanien stammt und in das Barremium vor 127 bis 125 Millionen Jahren datiert. Das nur 56 bis 72 g schwere Tier lebte bodenbewohnend, konnte möglicherweise aber auch im Erdreich graben.[1]